# Anne Scherer
Anne Scherer (* 1977) ist eine deutsche Galeristin, Kuratorin, Kunstberaterin und Expertin für Urban und Street Art.

## Leben
Anne Scherer ist in Sankt Wendel aufgewachsen. Da ihre Großmutter Künstlerin und ihr Vater Kunstsammler war, hat Kunst in ihrem familiären Umfeld von Geburt an eine große Rolle gespielt.
Nach dem Abitur entschied sie sich für ein Studium der Rechtswissenschaft und arbeitete nach ihrem Abschluss als Diplom-Wirtschaftsjuristin zunächst in einer Aktiengesellschaft mit dem Schwerpunkt Marken-, Wettbewerbs- und Urheberrecht.

## Karriere
2004 übernahm Anne Scherer die Leitung einer nationalen Eventagentur am Standort Köln. In Zusammenarbeit mit dem Modart Magazine und REBEL Art Ltd. entstanden zahlreiche Kunstprojekte, Ausstellungen und Festivals in Europa und den USA. Nebenbei betreut Anne Scherer seit 2007 private und unternehmenseigene Kunstsammlungen.
Durch ihren engen Kontakt mit der internationalen Kunstszene und durch mehrere Zufälle, wurde Street Art zu Anne Scherers Spezialgebiet in der Kunst. So kuratierte sie 2011 die erste Ausgabe des CityLeaks Festivals in Köln. Im selben Jahr eröffnete sie im Belgischen Viertel in Köln ihre eigene Galerie unter dem Namen Die Kunstagentin. Dort stellt sie seither Künstlerinnen der Street-Art-Szene und präsentiert zeitgenössische Kunst mit dem Fokus auf eine internationale Kunstbewegung, deren Schaffen die Grenzen zwischen Urban Art und Fine Art aufbricht.
2014 veröffentlichte Anne Scherer ihr erstes Buch unter dem Namen Street Art Cologne beim Verlag Kiepenheuer & Witsch. Sie porträtiert darin in 192 Seiten die Stadt Köln als Schauplatz der lokalen und internationalen Street-Art-Szene.
Die Räumlichkeiten ihrer Galerie Die Kunstagentin gab Anne Scherer 2017 auf. Im selben Jahr begann sie bei der internationalen Kunstmesse ART COLOGNE als VIP Relations Managerin und arbeitet seitdem dort. Seit 2019 stellt sie im Showroom von "Die Kunstagentin" mitten im Belgischen Viertel in Köln wieder Kunstwerke aus.